# Podocarpus madagascariensis
Podocarpus madagascariensis là một loài thực vật hạt trần trong họ Thông tre. Loài này được Baker mô tả khoa học đầu tiên năm 1885.